# Folk og røvere i Kardemomme by (film fra 1988)
Folk og røvere i Kardemomme by er en norsk-svensk børnefilm fra 1988. Den er instrueret af Bente Erichsen og er baseret på Thorbjørn Egners børnebog af samme navn fra 1955. Rollen som de tre røvere Kasper, Jesper og Jonatan spilles af henholdsvis Sverre Anker Ousdal, Øivind Blunck og Jon Eikemo.
Filmen fik premiere i Norge den 25. august 1988 og udkom i Sverige måneden efter den 2. september.

## Medvirkende (i udvalg)
- Sverre Anker Ousdal som Kasper
- Øivind Blunck som Jesper
- Jon Eikemo som Jonatan
- Brasse Brännström som politimester Bastian
- Grynet Molvig som fru Bastian
- Kjersti Døvigen som tante Sofie
- Lasse Åberg som trommeslager Hagerup
- Sigve Bøe som sporvognsfører Syversen
- Henki Kolstad som Tobias
- Arve Opsahl som købmand Berg
- Jon Skolmen som pølsemager
- Sven-Bertil Taube som barber Sørensen
- Odd Grythe som musiklærer Andersen
- Reidar Sørensen som Reidar